# الحراج
الحراج هي الأراضي التي تغطيها الأشجار والجنبات ، بعض الحراج المعتدلة التي نجدها في أوروبا وأمريكا الشمالية ونيوزلندا يكون فيها نوع واحد من الأشجار ، مثل البلوط أو الأشجار الصنوبرية أو الأوكالپتوس .
وجود تلك الأشجار يؤثر في نوع النباتات والحيوانات والحشرات التي تختار أن تعيش هناك .
الحراج الحارة الجافة توفر ملاذًا على مدار السنة لساكنيها ، بالمقابل فإن الحراج المعبلة تتألف من أشجار تفقد أوراقها شتاءً ، وهذا يعني أن أسلوب حياة ساكني الحراج يتغير مع الفصول .

## ساكني الحراج
الطيور وصغار اللبونات تربي صغارها في الربيع والصيف ، في حين أن آكلة الورق تعيش على أوراق موسم الورق الأخضر ، وفي الخريف أنواع عديدة من الحشرات في البساط العميق للأوراق المتساقطة على الأرض وتنام إلى أن ينتهي فصل الشتاء وطائر القرلى أحد ساكني الحراج .